# Кривчицы (Львов)
Кри́вчицы (укр. Кри́вчиці, пол. Krzywczyce) — местность в Лычаковском районе Львова (Украина).
Кривчицы были включены в состав Львова в 1962 году, в прошлом это было село. В средневековье здесь формировался караван для путешествия в восточном направлении.
В 1648 и 1655 годах здесь стояли лагеря казацких войск, которые осаждали Львов. Большинство населения Кривчиц ранее составляли поляки; в 1925 году здесь было около 1700 жителей, из них 71 % — поляки.
Местность расположена на высоких и крутых холмах; верхняя (юго-восточная) часть Кривчиц расположена на балтийско-черноморском водоразделе, а нижняя часть (северо-восточная) находится в долине Полтвы. Большая часть Кривчиц застроена частными малоэтажными домами (кое-где сохранились деревянные дома, постройки 1930-х годов и действующие водоколонки), а та часть, которая ближе к прошлой границе города — также советскими и современными многоэтажками.
Самые крупные улицы: Кривчицкая дорога, Тракт Глинянский и Богдановская. Среди небольших улиц много тупиковых и неасфальтированных. На Тракте Глинянском находится Львовская овощная фабрика, на ул. Гайдучка — Львовская свечная фабрика. Здесь также работает крупный авторынок «Кривчицы». На улице Кривчицкая дорога, 3 с советского времени работает средняя школа № 70 с украинским языком обучения.

## Улицы

### Основные
- Тракт Глинянский (с 1934 года, прежде: Дорога к Малым Кривчицам)
- Улица Кривчицкая Дорога (с 1933 года).
- Улица Богдановская (с 1962 года; прежде улица Богдана Хмельницкого в составе поселка Кривчицы).

### Небольшие улицы
- Улица Колумба (с 1946 года, прежнее название: с 1933 года Вотивная).
- Улица Ромодановская (с 1946 года, прежде: с 1933 Королевской Господы, во времена немецкой оккупации — Артиллериенгассе).
- Улица Голинского (с 1991 года, прежде: с 1933 — улица Биваковая, так как здесь размещались польские войска, участвовавшие в украинско-польской войне).
- Улица Ярычевская (с 1933 года).
- Улица Казацкая (с 1933 года.)
- Улица Кошевая (с 1933 года).
- Улица Лагерная (с 1934 года).
- Улица Дубова (с 1962 года, до этого времени имела название Лесная в составе поселка Кривчицы).
- Улица Лебединая (с 1962 года).
- Улица Окружающая (Навколишняя, с 1962 года, до этого времени имела название Окружная в составе поселка Кривчицы).
- Улица Сечевая (с 1962 года, до этого времени имела название Новая в составе поселка Кривчицы).
- Улица Полуденная (с 1962 года).
- Улица Базальтовая (с 1958 года, прежде: с 1930-х ул. Мицкевича боковая в составе поселка Горы).
- Улица Гранитная (с 1958 года, с 1930-х Мицкевича боковая в составе поселка Горы).
- Улица Надъярная (с 1962 года, с 1930-х лет — Песочная в составе поселка Кривчицы).
- Улица Куренная (с 1962 года).
- Улица Петра Лодия (с 1993 года, прежде: с 1930-х — Лисиницкая в составе поселка Кривчицы, в 1962—1993 годах — Бригадирская).
- Улица Залесная (с 1962 года, прежде Яблоневая в составе поселка Кривчицы).
- Улица Наступальная (с 1962 года, прежде Боевая в составе поселка Кривчицы).
- Улица Генерала Кравса (с 1993 года, прежде Наступальная боковая).
- Улица Беговая (с 1962 года).
- Улица Поэтическая (с 1962 года, прежде улица Франко в составе поселка Кривчицы).
- Улица Победная (Переможная, с 1962 года, прежде Зеленая в составе поселка Кривчицы).
- Улица Освободительная (Вызвольная, с 1962 года, прежде Глубокая в составе поселка Кривчицы).
- Улица Глиняная (с 1962 года).
- Улица Малые Кривчицы (с 1962 года, прежде Ясная в составе поселка Кривчицы). Застройка улицы — одноэтажная 1930-х и 1960-х, новые жилые застройки 2000- х лет.
- Улица Лотоцкого (c 1993 года в честь украинского националиста Антона Лотоцкого; прежде: с 1962 года — Садовая в составе поселка Кривчицы, в 1962—1993 годах — Аджарская).
- Улица Приязненная (с 1962 года, прежде Веселая в составе поселка Кривчицы).
- Улица Вовка (с 1992 года в честь Федора Вовка; прежде Отлогая).
- Улица Подолинского (с 1993 года в честь украинского деятеля Сергея Подолинского, прежде с 1962 года имела название Медицинская).
- Улица Иванова Гора (с 1993 года, прежде с 1939 Иван-Гора; это фактически небольшой хутор, который состоит из трех домов).
- Улица Низовая (с 1950 года; прежде: с 1933 — За Фигурой).
- Улица Грушевая (с 1950 года; прежде: с 1933 г. — За Буком, в 1938—1950 гг. — Грабского в честь польского политика Владислава Грабского
- Улица Межгорная (с 1950 года; прежде: с 1933 — На Вертепах, в 1938—1950. — Жебурского).
- Улица На Стороже (с 1946 года; прежде: с 1933 — На Чатах).
- Улица Утеха (с 1933 года; во времена немецкой оккупации называлась Житецкийгассе в честь украинского языковеда Павла Житецкого).
- Улица Прогулковая (с 1933 года; во время немецкой оккупации называлась Костомаривгассе в честь украинского и русского историка Николая Костомарова).
- Улица Корпанюков (с 1993 года в честь украинских мастеров резьбы по дереву братьев Корпанюков; прежде: Прогулковая боковая).
- Улица На Копане (с 1993 года; прежде — Утеха боковая).
- Улица Над Источником (Над Джерелом, с 1933 года).
- Улица Зрубовая (с 1950 года; прежде: с 1933 — Корчунок).
- Улица Березовая (с 1933 года).
- Улица Роскошь (с 1933 года).
- Улица Духновича (с 1991 года в честь Александра Духновича; с 1962 года имела название Атеистов).
- Улица Тарасовская (с 1962 года, прежде — ул. Шевченко в составе поселка Кривчицы).
- Улица Самокиша (с 1993 года в честь художника Николая Самокиша; прежде — с 1962 г. — Тарасовская боковая, до того Шевченко боковая в составе поселка Кривчицы).
- Улица Горлиса-Горского (с 1993 года; прежде: Железнодорожная в составе Кривчиц, с 1962 — Тепловозная).
- Улица Бескидская (с 1993 года; часть улицы в 1930-х называлась Полтвяная, в 1950-е — Школьная, с 1963 — Учебная; другая часть улицы: с 1930-х — Польная, с 1962 года Золочевская).
- Улица Снегуровская (с 1962 года).
- Улица Краснянская (с 1962 года, прежде улица Лановая).
- Улица Гайдучка (с 1993 года; прежде, с 1979 — Дубаса).
- Улица Монгольская (с 1962 года; прежде Комсомольская боковая в составе поселка Кривчицы).

## Примечательные здания
- Кривчицкая дорога, 113 — церковь Святого Ильи УГКЦ, первое упоминание о котором датировано 1698 годом. Функционировала в советское время. Археологические раскопки 1995 года показали, что еще в княжеские времена здесь находилась башня-крепость в виде ротонды, фундаменты которой служат основой нынешнего храма.
- Богдановская, 1 — церковь Рождества Пресвятой Богородицы (УАПЦ). Построена в начале 1930-х годов польским населением как римско-католический костёл; в советское время склад. В первоначальном виде это был храм из темно-красного кирпича с удлиненным пресвитерием и башней на фронтоне. После того как здание передали общине УАПЦ в середине 1990-х, его до неузнаваемости перестроили, покрыли штукатуркой стены, накрыли куполами.
- Тракт Глинянский, 147 и 147-а часовня Андрея Первозванного УАПЦ, построенная в 2000-х годах.
- На улице Казацкой в 1936—1963 гг. жила украинская общественная деятельница и педагог Елена Степанив (Олена Степанивна).